# Сивченко, Александр Владимирович
Александр Владимирович Сивченко (род. 28 февраля 1962 года) — советский спринтер и российский тренер по лёгкой атлетике. Заслуженный тренер России (2016).

## Биография
Александр Владимирович Сивченко родился 28 февраля 1962 года. Мастер спорта СССР. Тренировался под руководством Владимира Николаевича Романова. В 1979—1981 годах входил в состав юниорской сборной команды СССР по лёгкой атлетике.
После завершения соревновательной карьеры стал работать тренером. В настоящее время работает тренером по лёгкой атлетике в ГАУ Тюменской области «Центр спортивной подготовки и проведения спортивных мероприятий», специализируется на подготовке спортсменов-спринтеров. Тренер сборной команды Тюменской области.
В 2016 году он был удостоен почётного звания «Заслуженный тренер России».
Наиболее высоких результатов среди его воспитанников добились:
- Денис Кудрявцев — серебряный призёр чемпионата мира 2015 года, бронзовый призёр чемпионата Европы 2014 года[5][6][7],
- Павел Тренихин — чемпион Европы 2010 года,
- Александр Борщенко — бронзовый призёр чемпионата Европы в помещении 2005 года, двукратный чемпион России в помещении (2003, 2004)[8],
- Александр Сигаловский — чемпион Европы среди молодёжи 2007 года, трёхкратный чемпион России (2011, 2013, 2014), чемпион России в помещении 2013 года,
- Павел Савин — чемпион Европы среди юниоров 2013 года, двукратный чемпион России (2014, 2016)[9],
- Никита Веснин — чемпион России 2015 года, чемпион России в помещении 2013 года[10],
- Константин Гребенщиков — трёхкратный чемпион Сурдлимпийских игр (2013, 2017).

## Личные результаты
| Год  | Соревнования                   | Место проведения   | Дистанция    | Место | Результат |
| ---- | ------------------------------ | ------------------ | ------------ | ----- | --------- |
| 1981 | Чемпионат Европы среди юниоров | Утрехт, Нидерланды | эст. 4×100 м | 2     | 40,21     |